# Бук (Полицький повіт)
Бук (пол. Buk, нім. Böck) — село в Польщі, у гміні Добра Полицького повіту Західнопоморського воєводства.
Населення — 301 особа (2011).

## Демографія
Демографічна структура станом на 31 березня 2011 року:
|          | Загалом | Допрацездатний вік | Працездатний вік | Постпрацездатний вік |
| -------- | ------- | ------------------ | ---------------- | -------------------- |
| Чоловіки | 158     | 44                 | 101              | 13                   |
| Жінки    | 143     | 28                 | 96               | 19                   |
| Разом    | 301     | 72                 | 197              | 32                   |